# بركهنك (غافروبارمون)
بركهنك (بالفارسية: برکهنک) هي قرية تقع في إيران في قسم غافروبارمون الريفي. يقدر عدد سكانها بـ 258 نسمة بحسب إحصاء 2016.